# Red Jacket
Red Jacket byl klipr, jeden z největších a nejrychlejších kdy vybudovaných. Byl pojmenován po Sagoyewathovi, slavném náčelníkovi Seneců, mezi kolonisty přezdívanému „Red Jacket“. Loď navrhl Samuel Hartt Pook, vybudoval George Thomas v Rocklandu a na vodu byla spuštěna v roce 1853.

## Plavby
Na své první plavbě z New Yorku do Liverpoolu překonal Red Jacket časem 13 dnů, 1 hodina a 25 minut rychlostní rekord plachetnic na této trase.
Z Rocklandu byl odtažen do New Yorku, kde byl dovybaven. Jeho kapitánem byl veterán Osa Eldridge, který měl k dispozici 65člennou posádku. Do Liverpoolu plul průměrnou rychlostí 14,5 uzlů (26,9 km/h), ale maximální dosažená rychlost činila 17 uzlů (31,5 km/h).
Parník Collins Line připlouvající do Liverpoolu (který odjel z New Yorku dva dny před Red Jacket) ohlásil, že má Red Jacket přímo za sebou. U přístavu se ke kliperu snažily připojit remorkéry, ale ten plul příliš rychle. Tisíce lidí sledovaly po varování parníku Collins Line, jak Eldridge loď zastavil a nacouval s ní do svého kotviště.
V Liverpoolu bylo dno lodě pokryto měděnými pláty a kajuty byly upraveny na plavby s australskými imigranty.
Red Jacket byl odkoupen Pilkingtonem & Wilcoxem a dalšími liverpoolskými investory. Změna v registru byla zaznamenána k 24. dubnu 1854. Poté si loď pronajala White Star Line na své plavby do australského Melbourne. Pod velením kapitána Samuela Reida (který vlastnil 1/16 lodě) doplula za 69 dní k cíli. Už jen klipr James Baines ho překonal.
Red Jacket převážel imigranty do roku 1861. Poté se z něj stala australská a indická nákladní loď pro pobřežní dopravu.

## Osud lodě
V roce 1872 Red Jacket společně s klipry Marco Polo a Donald McKay převážel dřevo z Québecu do Londýna. V roce 1883 byl prodán portugalskému rejdařství Blandy Brothers, kde sloužil jako uhelný hulk. V roce 1885 byl vichřicí vržen na mělčinu.